# René Weiser
René Weiser, né à Paris le 5 juillet 1893 à Paris et mort le 10 novembre 1970 à Sainte-Menehould (Marne), est un aviateur français, célèbre notamment pour son record du monde de distance en ligne droite et sans escale de Paris à Bandar Abbas en 1926.

## Biographie

### Entre-deux-guerres
Engagé en 1913, René Weiser est affecté en juillet 1922 au 1er régiment d'aviation de chasse à Thionville. Il est breveté pilote le 29 janvier 1923 (n°19 820) à Istres sur Spad 34.
Le 31 août 1926 il bat, avec son beau-frère le lieutenant Léon Challe, le record de distance en ligne droite et sans escale en ralliant Paris (Le Bourget) à Bandar Abbas dans le golfe Persique soit 5 174 km en 30 heures sur Breguet 19 GR, moteur Farman.
En 1934, il crée la « Patrouille de Dijon », familièrement appelée « Patrouille Weiser » et dont la notoriété finira par dépasser les frontières. Cette patrouille évoluant sur Morane-Saulnier 225 sera en effet chargée de représenter la France dans des manifestations aériennes internationales. 
En 1938, il est nommé attaché de l'air à Washington.

### Seconde Guerre mondiale
En 1940, à la suite de l'Armistice et convaincu de la volonté de résistance de l'Indochine, il obtient d'y être affecté. Relevé de son commandement en 1942, il fait partie d'un groupe d'action et de renseignements, le Groupe Bocquet, contre l'occupation japonaise. Arrêté par la Kenpeitai le 17 mai 1945, il est libéré le 23 août après la capitulation du Japon. Réhabilité, il est nommé général avec effet rétroactif et, en octobre 1945, il est détaché par l’autorité militaire pour réorganiser l’aviation civile en Indochine. En 1946 il devient directeur de l'aviation civile en AOF. En 1952, il rentre à Paris, affecté à l'Inspection générale de l'aviation civile. Il prend sa retraite en 1959.

## Famille
Il est le beau frère de l'as de l'aviation Fernand Bonneton, par sa sœur.
Il est également, par son épouse Élisabeth Challe, le beau frère des pilotes Léon Challe, Bernard Challe, Maurice Challe et René Challe, ces deux derniers as français de la Seconde Guerre mondiale, membres du régiment de chasse « Normandie-Niemen ».

## Distinctions et honneurs

### Décorations nationales
- Grand officier de la Légion d'honneur
- Croix de guerre 1914-1918 avec deux palmes et trois étoiles
- Croix de guerre des Théâtres d'opérations extérieurs
- Médaille de la Résistance française avec rosette
- Médaille de l'Aéronautique
- Médaille interalliée de la Victoire
- Médaille commémorative de Syrie-Cilicie
- Médaille commémorative de la guerre 1914–1918

#### Afghanistan
- Étoile d'Or d'Afghanistan

#### Belgique
- Croix de guerre
- Croix militaire belge de première classe

#### États-Unis
- Médaille de la Liberté avec palme décernée par le président des États-Unis
- Médaille de l'American Legion

#### Italie
- Chevalier de l'ordre des Saints-Maurice-et-Lazare

#### Royaume-Uni
- King's Medal for Courage in the Cause of Freedom avec deux palmes